# ケイティ・B
ケイティ・B（Katy B、本名：Kathleen Anne Brien、1989年5月8日 - ）は、イギリス・ロンドンの歌手、シンガーソングライターである。
デビュー前から、DJ NGやMagnetic Manの楽曲にボーカルとして参加し、注目を集める。2010年8月、Bengaプロデュースによる最初のシングル『Katy on a Mission』をリリース。全英チャートで最高5位を記録。
その後もMs. Dynamiteをゲストに招いた『Lights On』など、シングルを4作リリースし、2011年にデビュー・アルバム『On a Mission』をリリース。全英チャートで最高2位を記録した。また、同年のマーキュリー賞にノミネートした。2014年、2作目となる『Little Red』をリリース。全英チャート初登場1位を記録した。

## ディスコグラフィー

### アルバム
| 2011                                      | On a Mission | - 発売日: 2011年4月1日 - レーベル: Columbia - フォーマット: CD, digital download - 全英売上: 18.5万枚   | 2  | 10  | 66 | 4  | - UK: ゴールド |
| 2014                                      | Little Red   | - 発売日: 2014年2月7日 - レーベル: Columbia - フォーマット: CD, LP, digital download - 全英売上: 10万枚 | 1  | 22  | 35 | 1  | - UK: シルバー |
| 2016                                      | Honey        | - 発売日: 2016年4月22日 - レーベル: Virgin EMI - フォーマット: CD, LP, digital download                 | 22 | 132 | —  | 55 |                |
| "—"は未発売またはチャート圏外を意味する。 |              | |    |     |    |    |                |

### EP
- Danger (2012年)